# 김명제 (신부)
김명제(金命濟, 1873년 ~ 1961년 12월 13일)는 일제강점기와 대한민국의 가톨릭 신부이다. 세례명은 베드로이다.

## 생애
대한제국 말기인 1908년에 사제 서품을 받고 신부가 되었다. 이후 경상남도 지역 가톨릭계의 중심이었던 진주시 문산읍의 문산본당에 부임하여 배명학교를 설립하였다.
이후 황해도 장연군에서 오래 근무하면서 장연군에 경애보통학교를 설립하는 등 교육에 많은 관심을 보였다. 1928년에 황해도 감목대리구가 신설되었을 때 초대 감목대리로 임명되었다. 1936년에는 사리원본당에 본당신부로 부임하면서 감목대리구도 사리원본당으로 옮겨왔으며, 1942년에 감목대리구가 폐지될 때까지 재직했다.
전쟁 협력을 위해 1940년부터 태평양 전쟁 종전 때까지 활동한 단체인 국민총력천주교경성교구연맹에 이사로 참여한 일이 있다.

## 사후
2008년 발표된 민족문제연구소의 친일인명사전 수록예정자 명단의 종교 부문에 포함되어 있다.
가톨릭계에서는 이에 대하여 김명제가 사리원본당 신부로 재임 중이던 1941년에 경찰에 체포되어 사리원경찰서에 보름 동안 구금된 일이 있다는 반박 자료를 제시했다. 천주교 서울대교구가 “전쟁 마지막 시기 종교 등 각 단체 책임을 진 인물은 일본이 강압적으로 만든 총동원단체의 장이 될 수밖에 없는 불가피한 상황이었음을 고려해야 한다.”는 입장을 밝히기도 했다.

## 같이 보기
- 국민총력천주교경성교구연맹

## 참고자료
- “"친일명단에 포함된 가톨릭인사 7명 "”. 평화신문. 2008년 5월 11일. 2014년 5월 5일에 원본 문서에서 보존된 문서. 2008년 7월 9일에 확인함.